# Beloit Corporation

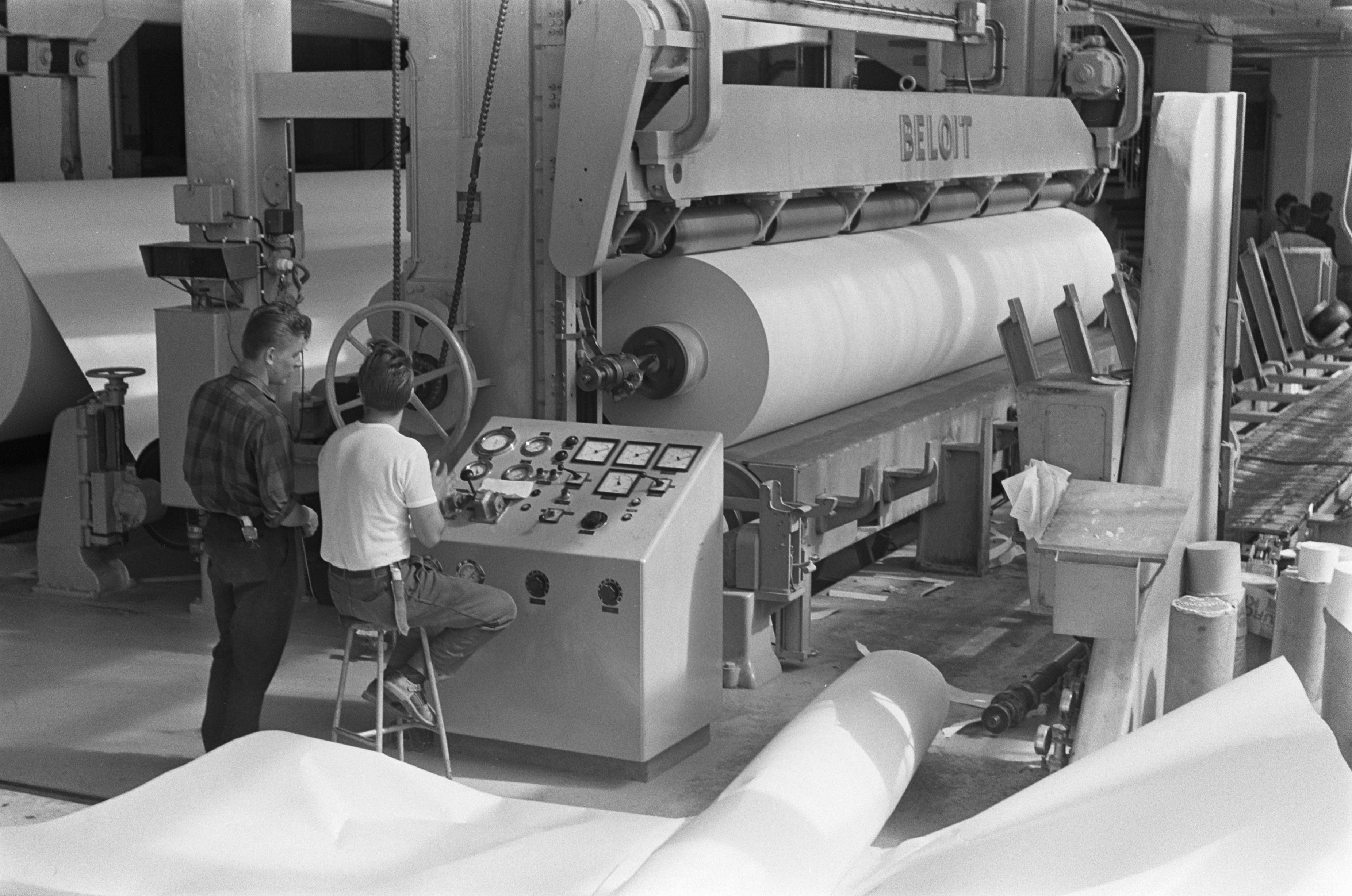

Beloit Corporation est fondée en 1858 à Beloit, États-Unis. Ce n’est alors qu’une simple fonderie. En 2000, la société fait banqueroute et des parts sont rachetées par Metso et GL&V. La filiale italienne devient PMT Italia sous le contrôle du Nugo Group. Pendant la majeure partie de son existence, la société était connue sous le nom de Beloits Iron Works qui devient simplement Beloit Corporation en 1962.

## Histoire
Au début, l’entreprise offrait une variété de machines et produits connexes en fer. Le nom commercial était celui des fondateurs, Merrill and Houston Iron Works. Achetée par quatre de ses employés en 1885, elle change de nom pour Beloit Iron Works.
En 1897 et 1900, la société exporte premières machines à papier respectivement au Japon et en Chine.
Lors des deux dernières décennies de son histoire, la corporation était le seul producteur de machines à papier et produits connexes en Amérique du Nord.

## Acquisition

### Par Metso
En 2000, Beloit Corporation fait banqueroute. Metso Paper achète différente parties de la société :
- La division d’entretien / revêtement des rouleaux
- Le service après-vente (machine à papier)
- Des brevets et des marques déposées

### Par le Nugo Group
Après la banqueroute, l’entrepreneur Romano Nugo, qui avait déjà sous-traité pour Beloit Italia auparavant, rachète la filiale italienne de la Beloit Corporation. Celle-ci conduisait une grande partie des projets de la Beloit Corporation en Europe. L’entreprise est désormais connue sous le nom de PMT Italia (Paper Machinery Division).